# Un drôle de paroissien
Un drôle de paroissien is een Franse film van Jean-Pierre Mocky die werd uitgebracht in 1963.
Het scenario is gebaseerd op de roman Deo gratias (1962) van Michel Servin.
Un drôle de paroissien is de eerste van de vier succesrijke komedies die Mocky draaide met Bourvil in de hoofdrol.

## Verhaal
Georges Lachaunaye, een telg uit een geruïneerde katholieke aristocratische familie, is een heel gelovige en kwezelachtige man. De familie bezit amper nog geld om zich te voeden of te verwarmen maar het is ondenkbaar dat een lid van de familie gaat werken om in hun onderhoud te voorzien. Op een dag wordt zijn familie met een bezoek van de deurwaarder wordt bedreigd, die zal het weinige dat nog niet is meegenomen ook laten weghalen.
In zijn parochiekerk legt Georges zijn financiële situatie uit aan de Heer waarbij hij Hem duidelijk maakt dat hij niet kan noch mag werken gezien zijn afkomst en omdat er nog enkele mensen moeten overblijven die de tijd hebben om tot Hem te bidden en Hem te vereren. Wanhopig richt hij een smeekbede tot God. Op het ogenblik dat hij de Heer om een teken vraagt hoort Georges muntstukken vallen in een offerblok.
In dit goddelijk teken ziet hij een vrijgeleide om offerblokken leeg te roven en zijn familie voortaan met de opbrengst te onderhouden. Terwijl hij zijn plundertechnieken alsmaar verfijnt krijgt Georges ook af te rekenen met een speciale brigade van inspecteurs die de kerken in de gaten houden. 

## Rolverdeling
| Acteur               | Personage                                   |
| -------------------- | ------------------------------------------- |
| Bourvil              | Georges Lachaunaye                          |
| Francis Blanche      | inspecteur Cucherat                         |
| Jean Poiret          | Raoul, vriend van Georges                   |
| Jean Yonnel          | Mattieu Lachaunaye, vader van Georges       |
| Jean Tissier         | inspecteur Bridoux                          |
| Véronique Nordey     | Françoise Lachaunaye                        |
| Bernard Lavalette    | de politieprefect                           |
| Marcel Pérès         | hoofdinspecteur Raillargaud                 |
| Jean Galland         | het schoolhoofd                             |
| Solange Certain      | Juliette Lachaunaye                         |
| Denise Péronne       | Claire Lachaunaye                           |
| Roger Legris         | de koster van de kerk Saint-Étienne-du-Mont |
| Rudy Lenoir          | inspecteur Quiqueville                      |
| Jean-Claude Rémoleux | inspecteur Bartin                           |
| Gérard Hoffmann      | de eenogige plunderaar van offerblokken     |
| Albert Michel        | de koster                                   |